# Iseut de Capio

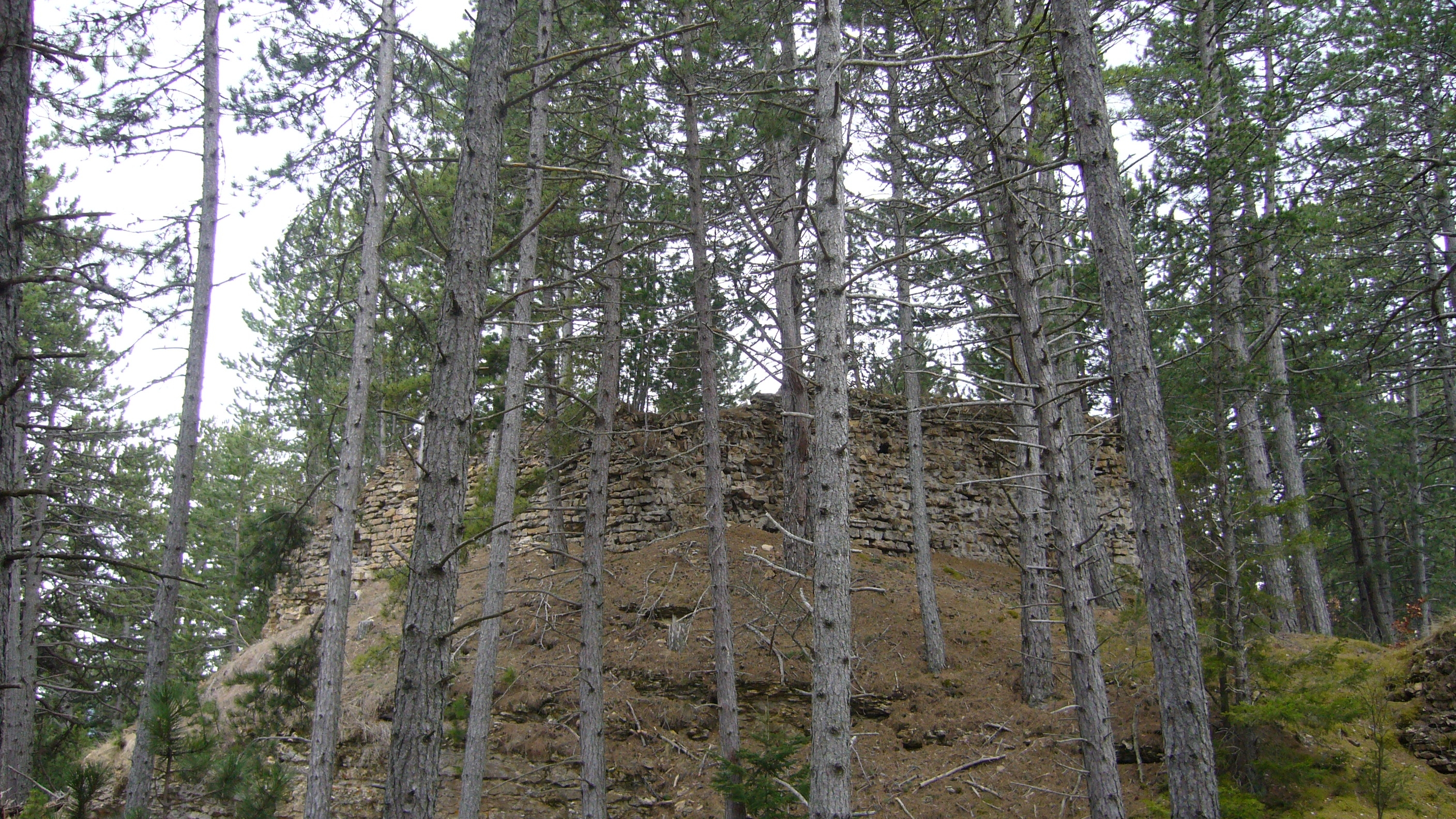
Runes del castell de Chapieu, sobre el mont Mimat entre Mende i Lanuèjols (Losera, França)

Iseut de Capio (cal pronunciar amb accent a la o final) (o Capion) (fl....primera meitat del s. XIII) fou una trobairitz occitana.

## Vida
En el cançoner H es conserva una razó que explica l'intercanvi de cobles entre Iseut i Almucs de Castelnau, cobles que s'insereixen en el mateix text; va acompanyada de dues miniatures que retraten les dues trobairitz. La cobla atribuïda a Iseut és l'única peça que ens ha pervingut d'aquesta trobairitz. La razó explica que Iseut demanà a Almucs que perdonés Gui, senyor de Tornon i cavaller d'Iseut, que havia comès "una gran culpa" contra Almucs. Però Gui, tanmateix, no s'havia penedit ni demanat perdó. I, efectivament, tal com diu la razó, en la cobla Iseut insta Almucs a perdonar Gui.
La personalitat històrica d'Iseut no és ben coneguda. Provindria del castell de Chapieu (Castrum de Capione), sobre la ciutat de Mende (Losera, França). Fins a 1187, el castell pertanyia al bisbat de Mende i com que, a partir de 1250, la família dels Chapieu s'anomenà de Tournel, podem situar la trobairitz entre aquestes dues dates.

## Obra
- (253,1)[2] Dompna N'Almueis, si·us plages